# Fisons
Fisons plc fu una multinazionale farmaceutica britannica, produttrice di strumenti scientifici e di chimica per l'agricoltura con sede a Ipswich. Fu quotata in Borsa alla London Stock Exchange e parte del FTSE 100 Index. Fu acquisita dalla Rhône-Poulenc nel 1995.

## Storia

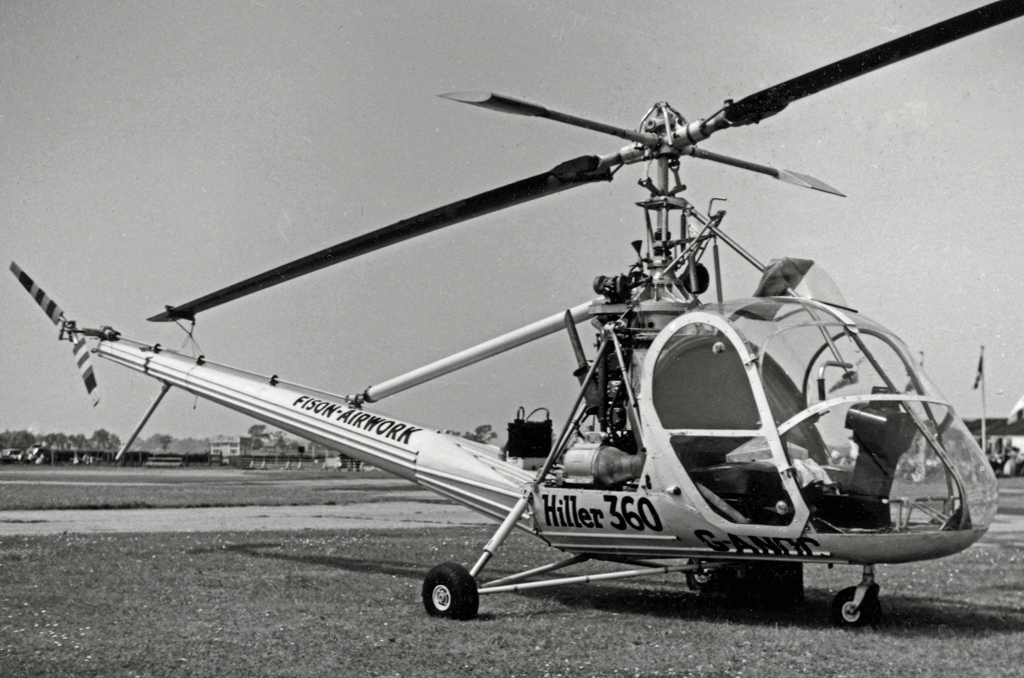
Un Hiller UH-12 nel 1955 della Fison-Airwork per irrorazioni in agricoltura

La società fu fondata da Edward Packard, uno dei primi produttori di superfosfato dalla coprolite, nel 1843. Nel 1863 il figlio, anch'egli a nome Edward, entrò in società. Nel 1895 venne fondata la Edward Packard and Company Limited.
Nel 1919 viene comprata la società fondata da James Fison a Thetford nel 1808 e nel 1929 la società diventa Packard and James Fison (Thetford) Limited.
La società cambiò ancora nome nel 1942 in Fisons Ltd.
Fisons fu proprietaria del Somerset Levels, dove venne estratta la torba.
Negli anni '80 la società decise di concentrarsi sui prodotti farmaceutici e i fertilizzanti come attività vennero venduti alla Norsk Hydro nel 1982.
La crescita della società avvenne per la produzione di sodio cromoglicato usato in varianti per trattare asma e allergie. Dopo la perdita della licenza per l'Opticrom e Imferon negli USA nel 1991 e i test falliti per il Tipredane nel 1993 la società entrò in crisi.
Nel 1995 la divisione strumentazione, Fisons Instruments fu venduta alla Thermo Instrument Systems mentre la ricerca e sviluppo inglese e americana venne venduta alla Astra AB.
Nel 1995 Fisons viene acquisita dalla Rhone-Poulenc Rorer, Inc. americana del gruppo francese Rhône-Poulenc S.A.

## Sedi
La società aveva sede a Ipswich con la Pharmaceutical Research and Development a Loughborough e Rochester, New York, USA, e stabilimenti a Holmes Chapel, Cheshire, e Francia del nord.

## Sponsor
Fisons fu sponsor del Ipswich Town Football Club dalla stagione 1986/87 fino al 1994/95.